# 마라 공방전
마라트 공방전 혹은 마라 공방전은 제1차 십자군 기간 동안 현재 시리아의 마라트 안누만이란 도시에서 1098년에 발생하였다. 십자군은 이곳에서 광범위한 식인을 벌였다는 주장이 기록되어 있고, 무슬림들 사이에서 이 기억은 몇 세기 동안 남아 있었다.

## 배경
1098년 6월말 레몽 드 생질및 타란토의 보에몽이 이끄는 십자군은 반년이상에 걸친 안티오키아 공방전에서 승리를 거두었다. 그들은 겨울 동안 주변 지역을 포위하고 습격하기 시작했다. 십자군은 보급선을 만들고 방어하는 것에 무능력해서 군대 안에 광범위한 기아와 고유 장비 부족 등이 발생하고 있었다. 안티오키아 함락 직후인 1098년 7월 레몽 드 생질 군대의 기사였던 레몽 피레가 병사 일부를 이끌고 식량 징발 원정을 떠나 안티오키아에서 남쪽 다마스쿠스(Damascus)로 향하는 도로상에 있는 성곽도시 마라를 습격했다. 그들은 마라에 주둔한 훨씬 많은 수의 무슬림군과 전투를 벌여 다수의 희생이 나왔고, 전리품 등을 전부 빼앗겼다. 여름 사이 안티오키아 남쪽의 작은 도시를 다수 습격한 십자군은 가을이 깊어가던 11월 다시 마라를 습격했다.
11월 말쯤 레몽과 보에몽이 이끌던 수 천명으로 이루어진 십자군이 마라의 포위를 개시했다. 처음에는 마라 시민은 처참하게 격퇴당한 레몽 피레의 부대와의 전투 경험으로 십자군의 세력을 우습게 보았다. 십자군측도 겨울을 맞이하기엔 식량이 적어, 장기간의 공방전을 벌일 힘이 없었다. 또한 강력한 성벽과 깊은 해자로 둘러싸인 마라 도시의 수비를 깨뜨리는 것이 쉽지 않았다. 도시민에 의한 민병 및 전투 경험이 없는 주민들로 이루어진 도시의 수비대는 십자군에 의한 포위를 2주 동안 견뎌내었다. 그 사이 십자군은 공성탑을 만들어 성벽위로 병사를 건너 보냈고, 동시에 도시의 반대측 허술한 성벽에는 사다리를 걸어 기사들을 올려 보내기 시작했다.
십자군은 전투 끝에 12월 11일 마라의 성벽 위를 점령했고, 시민들은 시내로 철수하자, 십자군은 시내로의 돌입을 일단 기다렸다. 양쪽은 그날 밤, 다음날의 전투를 대비해 휴식에 들어갔으나, 십자군 중 가난한 병사들이 시내에 난입해 약탈을 시작했다. 12월 1일 아침 수비병은 십자군의 지휘관 중 1명인 보에몽과 교섭에 들어가 항복한다면 안전을 보장한다는 약속을 받아냈다.무슬림의 민병 및 시민들은 항복했으나, 갑자기 십자군에 의해 학살되었다. 보에몽은 도시의 성벽과 탑을 장악했으나, 시내는 또 한명의 지휘관인 레몽이 장악했다. 두사람은 사이가 나빴고, 마라 전체를 누가 점령할 것인가를 두고 언쟁을 벌였기에 지휘계통이 기능하지 않고, 보에몽과 수비대 사이에서 맺어진 항복 조건은 레몽의 부하들에게는 알려지지 않았다.
십자군은 마라 요새를 파괴한 후 레몽의 설득에 의해 마침내 남쪽으로 진군하기 시작했다.

## 카니발리즘
마라는 십자군의 장병이 기대할 정도로 풍요로운 도시는 아니었기에 약탈한 후에도 십자군의 식량 및 자금, 장비의 부족을 보충하지는 못했다. 거기에 겨울도 가까이 다가왔다. 레몽들이 예루살렘에 대한 행군 재개의 절충을 안티오키아에서 벌이는 사이 굶주린 병사들은 무슬림 시민의 시체를 먹는 카니발리즘을 벌이기 시작했다.
연대기 작가 캉의 라울은 이렇게 저술했다:
| “ | 어떤 자에 의하면 그들은 식량부족 때문에 어쩔 수 없이 이교도의 성인을 솥에 넣어 삶고, 아이들은 꼬챙이에 꿰어 불에 구워 먹었다. | ” |

또한 또다른 연대기 작가 샤르트르의 푸셰(Fulcher of Chartres)도 이 사건에 대해 다음과 같이 저술했다:
| “ | 난 이것을 말할 때 몸이 떨려온다. 우리의 백성 다수가 아무래도 가혹한 기아에 의해 미쳐버려, 죽은 사라센인들에게서 엉덩이살을 잘라 내어 조리했다. 그러나 아직 고기가 충분히 불에 익지도 않은 도중에 탐욕스런 입은 먹어대기 시작했다. | ” |

## 유산
에크스의 알베르(Albert of Aix )는 다음과 같이 적었다. "크리스트교도는 살해한 투르크인 및 사라센인을 먹는 데에 주저하지 않았을 뿐만 아니라 개까지도 먹었다.

## 외부 참조
- Thomas Asbridge, "The First Crusade: A New History", Oxford University Press, 2004.
- Claude Lebedel, "Les Croisades, origines et consequences" ISBN 2-7373-4136-1